# Doopsgezinde kerk (Twisk)
De doopsgezinde vermaning aan de Dorpsstraat in het Noord-Hollandse dorp Twisk werd in 1867 gebouwd onder toezicht van het Ministerie van Waterstaat. Het gebouw is daarmee een zogenoemde Waterstaatskerk. De kerk staat binnen de uitbreiding van het beschermde dorpsgezicht van Twisk.

## Bouw van de kerk
Op 11 januari 1865 nam de Doopsgezinde gemeente in Twisk het besluit om een nieuw kerkgebouw te laten bouwen. Hiervoor werd een ander stuk grond gekozen dan de plek waar de toenmalige kerk stond, om er zeker van te zijn dat het kerkbezoek tijdens de bouw ongehinderd doorgang kon vinden. De Doopsgezinde gemeente ging over tot aankoop van de boomgaard van mevrouw J. Slot, gelegen naast de oude schuilkerk. Het totaalbedrag voor deze aankoop kwam uit op fl. 1.825,- voor een oppervlakte van 73 roeden.
De architect A.T. van Wijngaarden kreeg op 5 februari 1866 de opdracht een kerk te ontwerpen waarvan de realisatie ongeveer fl. 10.000 zou mogen kosten. De ingeschakelde metselaar en timmerman, beiden afkomstig uit Twisk, verwachtten echter dat de bouw van de nieuwe kerk rond de fl. 14.000,- zou gaan kosten. Hierop ging de architect Van Wijngaarden akkoord op het tekenen van een nieuw bestek. De Doopsgezinde gemeente stelde daarbij de bouw een jaar uit. In januari 1867 begon Van Wijngaarden met het tekenen van een nieuw bestek voor de kerk. De realisatie van dit nieuwe ontwerp zou fl. 10.900 gaan kosten. Van dit bedrag werd er fl. 5.500,- besteed aan het metselwerk van N. Kok en fl. 5.400,- aan het timmerwerk van D. Leeuw. Op 5 april 1867 om 4 uur ’s middags legde de heren Simon Berkhout uit Twisk en Klaas kamp uit Abbekerk gezamenlijk de eerste steen. De bouw van de vermaning nam negen maanden in beslag en werd op 14 januari 1868 afgerond. De inwijding en opening vond de daaropvolgende maand op 2 februari plaats.

## Exterieur
De kerk ligt iets terug van de straat, wat gebruikelijk is bij doopsgezinde kerken. Het gebouw is een mengeling van verschillende stijlen, waardoor deze eclectisch genoemd kan worden. De vierkante klokkentoren en de rondboogvensters zijn classicistisch in stijl, de wenkbrauwen boven de gevelopeningen en gietijzeren, ruitvormige, roedenverdeling in de vensters zijn juist geïnspireerd op de gotiek. Alle vensters zijn hetzelfde opgebouwd: een middenstijl eindigend in twee rondbogen met daarboven een cirkel. De twee rondbogen zijn gevuld met een ruitvormige roedeverdeling. De wenkbrauwen, geprofileerde booglijsten, staan op kleine consoles en ze volgen de kromming van de kozijnen. Zowel de voor- als de achtergevel zijn een puntgevel met daartussen een zadeldak.
De bakstenen buitenmuren zijn gemetseld in kruisverband. De sokkel in alle vier de gevels is gecementeerd. Het zadeldak, met de nok haaks op de straat, is gedekt met blauw geglazuurde Hollandse pannen. De voorgevel bevat het toegangsportaal en is symmetrisch van opzet. In het midden is een dubbele paneeldeur geplaatst met bovenlicht met drie- en vierpassen. Er boven is een blindvenster geplaatst, deze is iets kleiner dan de twee vensters aan weerszijden van de ingang. De vensters rusten ieder op een druiplijst van hardsteen. Onder de vensters in de voorgevel zijn gedenkplaten aangebracht, waaronder een met de bouwdatum. De voorgevel heeft aan weerszijden een steunbeer met ingekleurde vlakvulling, op de hoekpunten staat een piramide. Vanuit deze steunberen loopt een daklijst tot in de punt van de gevel. De lijst en steunberen zijn polychroom. Boven de daklijst, iets naar achteren ten opzichte van de lijst, staat de klokkentoren op de nok. Deze houten dakruiter heeft galmgaten in rondbogen. De hoeken van de toren worden gevormd door pilasters. Bovenop de naaldspits staat een windvaan in de vorm van een haan.
De beide zijgevels bevatten vier vensters. Deze openingen zijn identiek aan die in de voorgevel. De beide zijgevels hebben een overstekende, grijs gepleisterde, dakgoot. De achtergevel is recht afgesloten en eindigt in een punt. In deze gevel is een roosvenster geplaatst. Op de begane grond is een vijfzijdige uitbouw tegen de achtergevel geplaatst. Drie van de zijdes zijn hier voorzien van een venster. Het dak loopt naar de gevel toe en is gedekt met dezelfde pannen als het hoofdgebouw. Door de nok steekt een vierkant gemetselde schoorsteen met bovenop een ronde pijp.

## Interieur
Achter de voordeur bevindt zich een toegangsportaal, met twee kleine ruimtes in de hoek die zelf naar de kerkzaal leiden. De kerkzaal vormt een ensemble: de deuren, stoelen, banken en de preekstoel hebben allemaal dezelfde detaillering en gelijk materiaalgebruik. Direct boven het portaal is de orgelgalerij geplaatst. Het orgel werd door Van Dam en Zonen gebouwd in 1892. De kast maakt onderdeel uit van de balustrade. In 1978 heeft Flentrop een restauratie uitgevoerd, verder zijn er geen wijzigingen aan het orgel gedaan.
De vloer bestaat uit brede houten planken, met een verhoging rondom de preekstoel. De preekstoel is zeshoekig en staat tegen de aandachtswand. De preekstoel is bereikbaar via twee trappen, waarvan een daadwerkelijk toegang verschaft tot de kuip. Aan weerszijden leiden deuren naar de consistorie in de uitbouw.
De kerkbanken staan in de lengteas van de kerk, met de gangpaden langs de muren. Deze muren hebben een gestucte lambrisering en zijn verder witgepleisterd. Bij de preekstoel staan er een aantal banken dwars in de lengterichting. Twee daarvan zijn dubbele banken, rijker uitgevoerd en voorzien van een luifel op stijlen. Omdat het gebouw uit één beuk bestaat, staan er tussen de banken geen pilaren.
Het plafond is voorzien van stucwerk. Het is opgedeeld in vierkanten met daarin verschillende bloemvormen en opengewerkte rozetten. Dit is in de jaren 1980 gerestaureerd.

## Bron
- Monument 517487 – Poststraat 4 2042 HA te Zandvoort. Rijksdienst voor het Cultureel Erfgoed (10 augustus 2001). Gearchiveerd op 25 juni 2023. Geraadpleegd op 26 maart 2020.